# Straker-Squire
La Straker-Squire Ltd., conosciuta anche come Brazil Straker, fu una casa automobilistica britannica attiva nella produzione di carri a vapore e in seguito di autovetture, su licenza e di propria progettazione, inoltre nella sua sezione "commerciale" autocarri e autobus.
Fondata nel 1893 con la ragione sociale di Brazil, Straker & Co su iniziativa dell'ingegnere irlandese J.P. Brazil e dall'agente automobilistico londinese Sidney Straker, ebbe sede a St Philip's Marsh, sobborgo industriale di Bristol, per poi trasferirsi a Edmonton, località nel Borgo londinese di Enfield.
Le esigenze belliche durante la prima guerra mondiale diversificarono ulteriormente la produzione in veicoli militari e, nella divisione aeronautica diventata in seguito autonoma come Cosmos Engineering, componentistica per aerei militari e motori aeronautici.